# Relaciones Camerún-Estados Unidos
Las relaciones Estados Unidos-Camerún son las relaciones diplomáticas entre Camerún y Estados Unidos.

## Overview

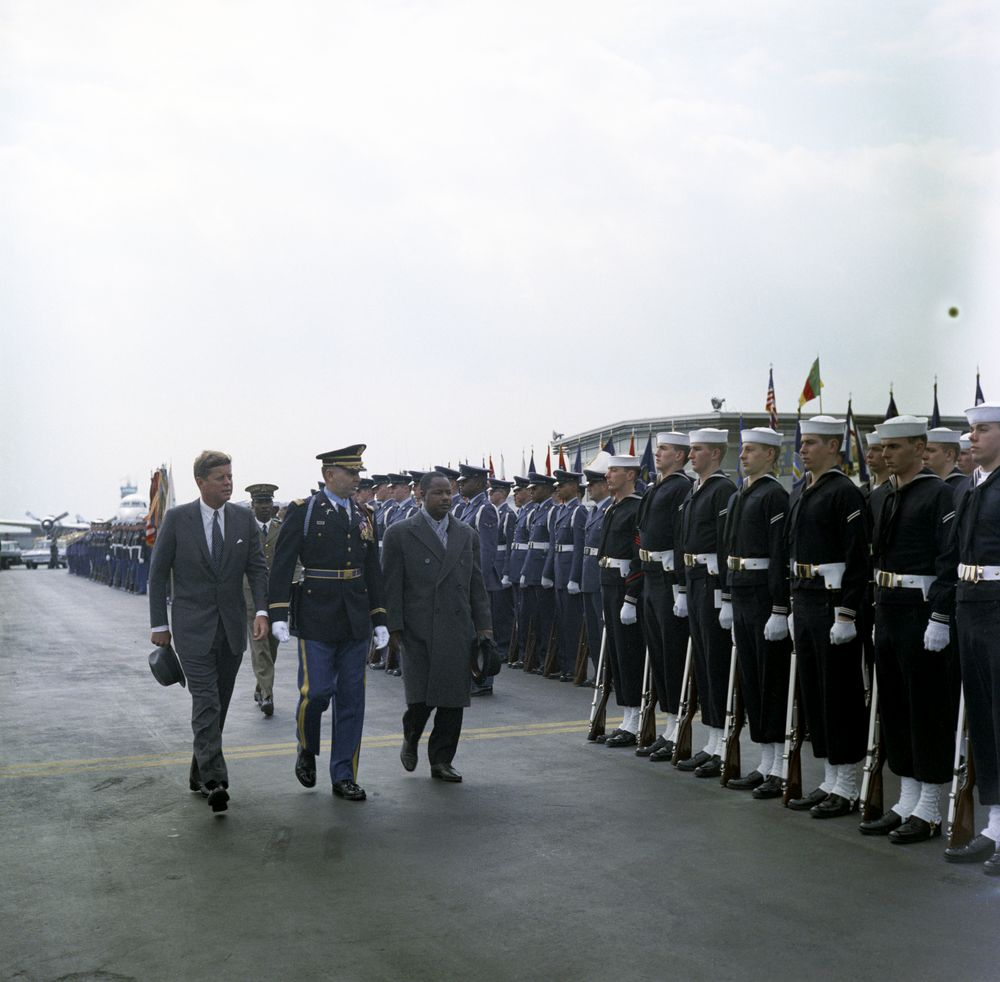
El presidente Kennedy da la bienvenida a Ahmadou Ahidjo, presidente de Camerún a los EE. UU. en 1962

Las relaciones son estrechas, aunque a veces se han visto afectadas por las preocupaciones sobre los abusos de los derechos humanos y el ritmo de la liberalización política y económica. El programa bilateral Agencia de los Estados Unidos para el Desarrollo Internacional (USAID) en Camerún se cerró por razones presupuestarias en 1994.
Sin embargo, aproximadamente 140 Cuerpo de Paz voluntarios continúan trabajando exitosamente en agroforestería, desarrollo comunitario, educación y salud. La sección de Asuntos Públicos de la Embajada de los Estados Unidos en Yaundé organiza y financia diversos intercambios culturales, educativos e informativos. Mantiene una biblioteca y ayuda a fomentar el desarrollo de la prensa independiente de Camerún al proporcionar información en varias áreas, incluidas las políticas de derechos humanos y democratización de los EE. UU. los Fondos de Autoayuda y Democracia y Derechos Humanos de la Embajada son algunos de los más grandes de África.
A través de varios fondos regionales del Departamento de Estado y de USAID, la Embajada también proporciona fondos para refugiados, VIH/SIDA, democratización y becas para niñas. El Departamento de Agricultura de los Estados Unidos (USDA) otorgó una subvención de productos básicos valuada en $ 6 millones en 2003 para financiar proyectos de desarrollo agrícola en las provincias del Norte y del Extremo Norte. Un programa similar por $ 4 millones fue aprobado en 2004. El programa financiará un proyecto de desarrollo agrícola y mejora de la nutrición en las provincias del este y  Adamawa.
Los Estados Unidos y Camerún trabajan juntos en las Naciones Unidas y otras organizaciones multilaterales. Mientras estuvo en el Consejo de Seguridad de las Naciones Unidas en 2002, Camerún trabajó estrechamente con los Estados Unidos en iniciativas. El gobierno de los Estados Unidos continúa proporcionando fondos sustanciales para instituciones financieras internacionales, como el Banco Mundial, Fondo Monetario Internacional y Banco Africano de Desarrollo, que brindan asistencia financiera y de otro tipo a Camerún.

## Misiones diplomáticas
La Embajada de los Estados Unidos en Camerún se encuentra en Yaundé.

## 2015 intervención militar estadounidense
En octubre de 2015, EE. UU. Comenzó a enviar tropas a la intervención militar estadounidense en Camerún.